# 池田奉秀
池田 奉秀（いけだ ほうしゅう、1942年3月18日 - 2016年8月24日）は、日本の武道家。日本空手道常心門少林流・初代宗家。

## 来歴
1942年3月18日、満洲国生まれ。引揚げ後、鹿児島県で育つ。鹿児島経済大学（鹿児島国際大学）で空手部へ所属し、少林寺流空手道錬心舘の初代宗家 保勇に師事した。
1962年、第8回全国空手道選手権大会（旧・全空連主催）中量級準優勝。同年、第1回鹿児島県空手道選手権大会総合優勝。1963年、第2回鹿児島県空手道選手権大会優勝。
1965年12月、錬心舘の保勇師範に随行し、当時は「竹のカーテン」といわれ、日本との国交がなかった中華人民共和国（「日中国交正常化」は1972年）の中国武術界から招聘を受けて、中国を訪問。約40日間にわたり広州、長沙、北京、西安、延安、杭州、上海において日本空手道を公開するとともに中国武術界の最高峰、王子平をはじめ全国武術総会副主席の張文広との会見など中国武術各派と交流した。
1966年、常心池田道場を開設。1968年、真・行・草の理念に基づく常心門空手道（少林流）を創始し、団体名を「古流現代日本空手道常心門」と称した。1969年、常心門古武道研究会を創設。それ以降、国内及び世界各国で常心門の普及に努めた。1971年、女子武道協会を興す。1977年、武道出版研究所を設立。1988年、国際常心門少林流空手道連盟を設立。2007年、東京九段会館大ホールにて、国際沖縄剛柔流空手道連盟 主席師範  東恩納盛男、國際松濤館空手道連盟 館長 金澤弘和と共に流派・団体を越え空手道を極めるために集まった三人の武人による合同解説演武会『空手武道ライブ』を開催。
2012年、娘の亜衣に二代目総師範を襲名させた。
2016年、8月24日永眠。74歳没。

## 著書
- 『古流現代空手道集義第一巻』日本空手道常心門出版局、1975年7月。
- 『古流現代空手道集義第二巻』武道出版研究所、1978年10月。
- 『常心門の修法 －修法の基本から正伝七型まで－』日本空手道常心門連盟、1999年。
- 『空手の答―日本空手道常心門』BABジャパン、2000年3月。ISBN 978-4-894-22380-6。
- 『常心門の傳法』常心門空手道本院、2009年。
- 『常心是非常―空手を愛した深遠なるアウトローが語る』壮神社、2016年6月。ISBN 978-4-865-30012-3。